# Honda MH02

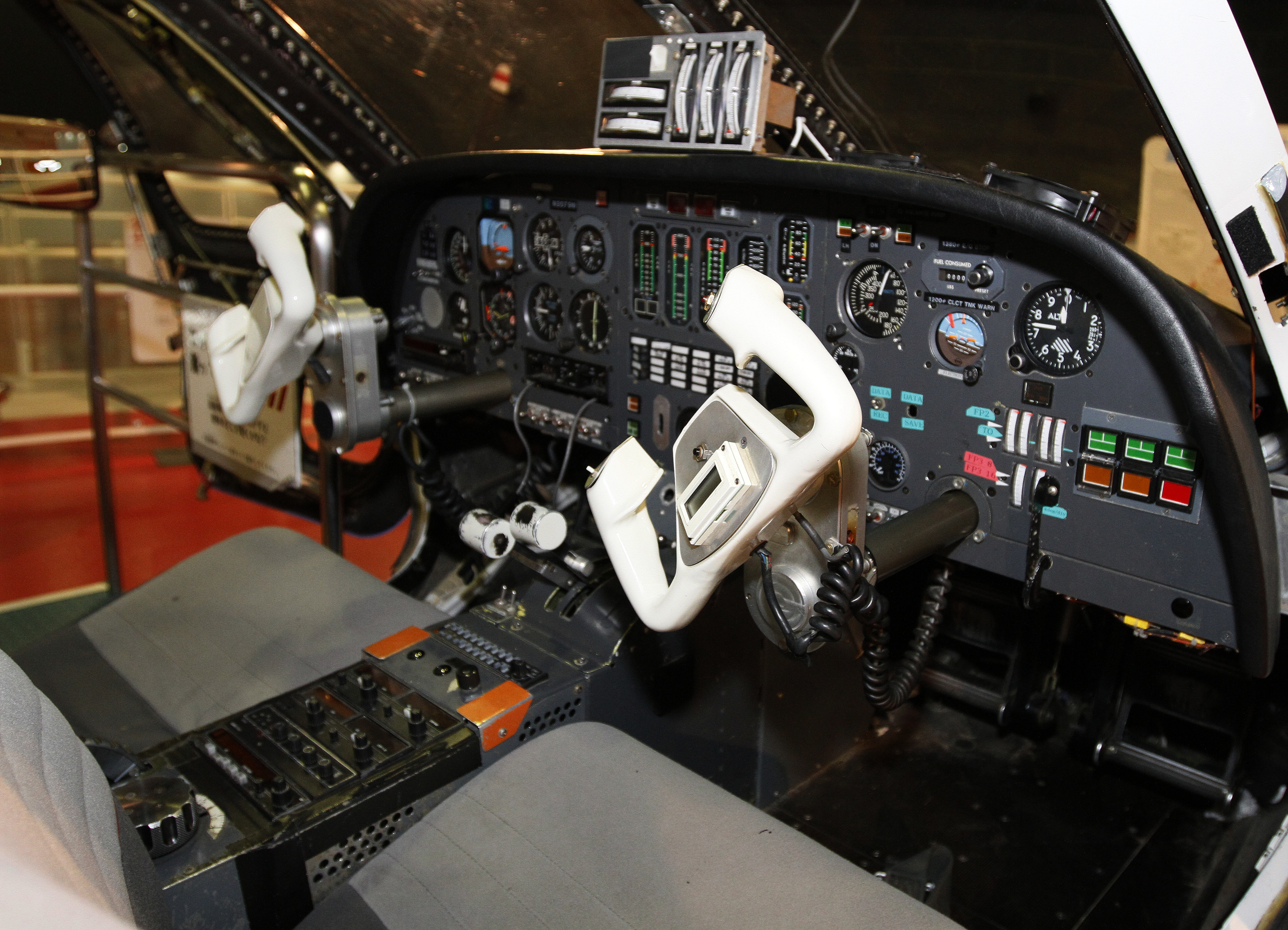
kokpit Hondy MH02

Honda MH02 – japoński, doświadczalny samolot dyspozycyjny, zbudowany we współpracy z Uniwersytetem Stanowym Missisipi. Była to pierwsza na świecie dyspozycyjna maszyna zbudowana w całości z kompozytów.

## Historia
Pomimo tego, że już w 1962 roku założyciel firmy Sōichirō Honda podjął decyzję o wejściu na rynek małych samolotów dyspozycyjnych, to przez kolejnych kilka dekad, japoński koncern znany był przede wszystkim z produkcji samochodów i motocykli. Nie porzucono jednak całkowicie planów związanych z lotnictwem. W 1986 roku rozpoczęto w KK Honda Gijutsu Kenkyūjo (Honda Research and Development Co., Ltd., - Honda R&D) prace badawczo-rozwojowe w zakresie budowy samolotów, konstrukcji silników odrzutowych oraz potencjalnego zastosowania w budowie samolotów materiałów kompozytowych. Prace prowadzono w zależnym od Honda R&D ośrodku Wakō Kiso Gijutsu Kenkyū Sentā (Wako Fundamental Technology Research Center). W 1984 roku prace w Honda R&D podjął Michimasa Fujino, który rok wcześniej ukończył studia na wydziale inżynierii lotniczej Uniwersytetu Tokijskiego. Fujino zaprojektował kompozytowe skrzydła i usterzenie, które sprawdzono w locie dzięki odpowiednio zmodyfikowanemu samolotowi Beechcraft Bonanza. Maszyna otrzymała oznaczenie MH-01. Pozytywny efekt prób pozwolił pójść dalej i zaprojektować maszynę dyspozycyjną, w całości zbudowaną z kompozytów. Efektem prac był samolot oznaczony jako MH-02. Samolot do swojego pierwszego lotu wzbił się  5 marca 1993 roku. Nie planowano uruchomienia produkcji seryjnej, MH-02 miał być jedynie demonstratorem technologii, wykorzystanych później w kolejnym projekcie inżyniera Fujino, dyspozycyjnym HondaJet. MH-02, do czasu zakończenia prób, spędził w powietrzu 170 godzin.

## Konstrukcja
MH-02 był ośmiomiejscowym górnopłatem z usterzeniem w kształcie litery T i skrzydłami o ujemnym skosie (-12° w 25% cięciwy skrzydła). Maszyna napędzana była dwoma silnikami turboodrzutowymi Pratt & Whitney Canada JT15D1, które zamontowano nad skrzydłami samolotu. Skrzydła wyposażone w trójszczelinowe klapy.